# Forlanini F1 (Leonardo da Vinci)
Le Forlanini F.1 (Leonardo da Vinci) est un dirigeable italien construit en 1900-1901. C'est le premier dirigeable semi-rigide expérimental à passer le test d'envol avec succès. Il effectue son premier vol le 2 juillet 1909, un an après le dirigeable N.1 de Gaetano Crocco qui sera donc le premier à faire voler un dirigeable semi-rigide.
Mais le progrès remarquable de Forlanini était la position de la nacelle de pilotage intégrée dans l'enveloppe générale de l'aéronef et non pas détachée comme sur les autres appareils de l'époque, afin de réduire la résistance aérodynamique à l'avancement.
La construction du dirigeable a pris beaucoup plus de temps que prévu à l'origine. En effet il fallut réaliser des études plus longues et complexes. Les coûts que l'inventeur devait soutenir seul, Forlanini était le seul bailleur de fonds, ont notamment ralenti le projet. De plus, la difficulté de trouver des moteurs appropriés, le même problème qu'a dû affronter Almerico da Schio, constructeur du premier dirigeable italien. 
Dans une première phase Forlanini a étudié la possibilité d'utiliser des machines à vapeur. Il avait déjà employé cette technologie avec succès dans ses premiers modèles d'hélicoptères. En 1907, il a opté pour un moteur à combustion interne Antoinette qu'il dut modifier pour répondre aux besoins du dirigeable. En 1908, le dirigeable était prêt, mais il est apparu que le temps du développement avait compromis la fiabilité du boîtier de la membrane interne, qu'il fallut remplacer.
Le premier vol eut lieu le 22 juillet 1909. Il fut très bref, en raison d'une vanne défectueuse, qui a obligé à un atterrissage rapide. Malgré la brièveté du vol, quelques défauts mineurs ont été identifiés et ont été résolus pour le second « premier vol », le 27 novembre. Le pilote était Cesare Dal Fabbro, lieutenant du génie, ingénieur et collaborateur de Forlanini pour la construction du dirigeable.